# Drexel Heights
Drexel Heights – jednostka osadnicza w Stanach Zjednoczonych, w stanie Arizona, w hrabstwie Pima.